# 国持一洋
国持 一洋（くにもち かずひろ、1951年10月12日 - ）は、静岡県を登録地としていた元競輪選手。日本競輪学校（以下、競輪学校）第28期生。選手登録番号は8374。
競輪学校第41期生の元競輪選手、国持晴彦は実弟。
日本一の追込選手と目され特別競輪決勝では何度か中野浩一後位を回っている。

## 来歴
東海大学第一高等学校時代、国民体育大会自転車競技で3年連続優勝を果たした。競輪学校では80勝を挙げ、在校競走成績第1位。
1973年、全日本新人王戦（小倉競輪場）優勝。
1986年4月30日、登録消除。

### 主な特別競輪での記録
以後、特別競輪（現在のGI）ではマーク選手として名を上げ、8度の表彰台を経験したが、一度も優勝することができず、『無冠の帝王』と呼ばれた。また、1984年当時まで存在した全ての特別競輪で2位を記録している。
1974年
- 高松宮杯競輪（大津びわこ競輪場） 2位
- オールスター競輪（高松競輪場） 2位
- 競輪祭（小倉競輪場）2位

1977年
- 日本選手権競輪（一宮競輪場） 3位
- オールスター競輪（千葉競輪場） 2位

1979年
- 日本選手権競輪（立川競輪場） 3位

1980年
- 日本選手権競輪（前橋競輪場） 2位
- 競輪祭（小倉競輪場）2位

### その他の記録
- 記念競輪（現在のGIII）では、通算39回優勝している[2]。
- 1981年、日本選手権競輪のゴールデンレーサー賞を勝った。

### クリスチャン
国持はその後、夫人の影響を受け、競輪よりも聖書研究に傾倒、エホバの証人を篤く信仰し、伝道者になった。